# Comité Olímpico Cabo-Verdiano
O Comité Olímpico Cabo-verdiano (COC) é um membro do Comité Olímpico Internacional e como Comité Olímpico Nacional organiza os eventos de carácter olímpico em Cabo Verde e fiscaliza e organiza os desportos que terão representação do país nos Jogos Olímpicos. Foi criado em 1989, faz parte da Associação dos Comités Olímpicos Nacionais de África e é membro fundador da Associação dos Comités Olímpicos de Língua Oficial Portuguesa.

## Federações
Lista das federações de desportos olímpicos filiadas ao COC.
- Federação Cabo-Verdiana de Andebol
- Federação Cabo-Verdiana de Atletismo
- Federação Cabo-Verdiana de Basquetebol
- Federação Cabo-verdiana de Boxe
- Federação Cabo-verdiana de Ciclismo
- Federação Cabo-Verdiana de Futebol
- Federação Cabo-verdiana de Ginástica
- Federação Cabo-Verdiana de Taekwondo
- Federação Cabo-verdiana de Ténis
- Federação Cabo-verdiana de Ténis de mesa
- Federação Cabo-Verdiana de Voleibol
- Federação Cabo-verdiana de Natação
- Federação Cabo-verdiana de Surf